# Максим (Пофос)
Митрополи́т Макси́м (греч. Μητροπολίτης Μάξιμος, в миру Гео́ргиос По́фос, греч. Γεώργιος Πόθος; род. 19 сентября 1966, Аргос) — епископ Константинопольского патриархата, митрополит Швейцарский (с 2018).

## Биография
В 1988 году окончил богословский институт Афинского университета.
Уехал в Швейцарию и был принят на работу в Православный центр Константинопольского патриархата в Шамбези, где он прослужил восемь лет, параллельно служа в Швейцарской митрополии.
В 1990 году митрополитом Швейцарским Дамаскином (Папандреу) был хиротонисан во диакона, а в 1993 году — во пресвитера. С 1997 года являлся протосинкеллом Швейцарской митрополии. Окормлял приходы в Берне, Ольтене, Лугано, не имея постоянного прихода.
10 июля 2018 года Священным синодом Константинопольского патриархата единогласно избран для рукоположения в сан митрополита Швейцарского.
22 июля того же года в патриаршем Георгиевском соборе на Фанаре состоялась его епископская хиротония, которую совершили: патриарх Константинопольский Варфоломей, митрополит Галльский Эммануил (Адамакис), митрополит Бельгийский Афинагор (Пекстадт), митрополит Артский Каллиник (Коробокис), митрополит Каллиопольский и Мадитский Стефан (Динидис), митрополит Прусский Елпидифор (Ламбриниадис), митрополит Кидонийский Афинагор (Хрисанис), митрополит Силиврийский Максим (Вгенопулос), митрополит Смирнский Варфоломей (Самарас).
Интронизация состоялась 18 августа в церкви православного центра Константинопольского патриархата в Шамбези.